# Anabel Medina Ventura
Anabel Medina Ventura (15 dicembre 1996) è una velocista dominicana.

## Biografia
Alla World Athletics Relays di Slesia 2021 ha vinto il bronzo nella staffetta 4×400 m mista.
Ha rappresentato la Rep. Dominicana ai Giochi olimpici estivi di Tokyo 2020, vincendo la medaglia d'argento nella staffetta 4×400 m mista, con Lidio Andrés Feliz, Marileidy Paulino e Alexander Ogando, realizzando nell'occasione anche il primato nazionale, grazie al tempo di 3'10"21.

## Palmarès
| Anno | Manifestazione      | Sede         | Evento        | Risultato | Prestazione | Note             |
| ---- | ------------------- | ------------ | ------------- | --------- | ----------- | ---------------- |
| 2017 | Universiadi         | Taipei       | 4×100 m       | Batteria  | dq          |                  |
| 2021 | World Relays        | Chorzów      | 4×400 m mista | Bronzo    | 3'17"58     |                  |
| 2021 | Giochi olimpici     | Tokyo        | 4×400 m mista | Argento   | 3'10"21     | Record nazionale |
| 2023 | Giochi CAC          | San Salvador | 4x100 m       | Bronzo    | 43"45       |                  |
| 2023 | Giochi CAC          | San Salvador | 4x400 m       | Argento   | 3'27"84     | Record nazionale |
| 2023 | Giochi panamericani | Santiago     | 400 m piani   | Batteria  | dq          |                  |
| 2023 | Giochi panamericani | Santiago     | 4x100 m       | Bronzo    | 44"32       |                  |
| 2023 | Giochi panamericani | Santiago     | 4x400 m       | Argento   | 3'34"27     |                  |
| 2023 | Giochi panamericani | Santiago     | 4x400 m mista | Oro       | 3'16"05     |                  |
| 2024 | World Relays        | Nassau       | 4x400 m mista | 5º        | 3'16"68     |                  |
| 2024 | Giochi olimpici     | Parigi       | 4x400 m mista | Batteria  | 3'18"39     |                  |